# Монтелла
Монте́лла (итал. Montella, неап. Monteddra) — коммуна в Италии, располагается в регионе Кампания, в провинции Авеллино.
Население составляет 7744 человека (2017), плотность населения составляет 94 чел./км². Занимает площадь 83 км².
Покровителем населённого пункта считается Святой Рох. Праздник ежегодно отмечается 16 августа.
Территория коммуны была заселена уже период неолита. Город был основан как деревня самнитов в 1 тысячелетии до нашей эры и впоследствии стал муниципалитетом Римской империи, а затем городом лангобардов.

## Население
| 2004 | 2012 | 2013 | 2014 | 2015 | 2016 | 2017 |
| ---- | ---- | ---- | ---- | ---- | ---- | ---- |
| 7852 | 7864 | 7886 | 7913 | 7858 | 7780 | 7744 |

## Уроженцы
- Леонарда Чанчулли — серийная убийца и каннибал